# Kenan Öner
Kenan Öner (* 1973 in Kadirli) ist ein ehemaliger türkischer Boxer im Weltergewicht.

## Karriere
Kenan Öner begann 1986 bei Beşiktaş Istanbul mit dem Boxsport und wurde von Yurdakul Güleren trainiert. Er wurde 1990 sowie 1991 Türkischer Juniorenmeister im Halbweltergewicht und gewann internationale Juniorenturniere in Tiflis und Siófok. Darüber hinaus war er Viertelfinalist der Junioren-Europameisterschaft 1990 und der Junioren-Weltmeisterschaft 1990.
Bei den Weltmeisterschaften 1991 in Sydney und 1993 in Tampere schied er jeweils in der Vorrunde aus. Bei der Olympiaqualifikation 1992 in San Pellegrino verlor er im Achtelfinalkampf gegen Vukašin Dobrašinović.
Seine größten Erfolge waren der jeweilige Gewinn der Silbermedaille im Weltergewicht bei den Mittelmeerspielen 1993 in Narbonne und der Europameisterschaft 1993 in Bursa.
Von 1992 bis 1995 war er jeweils Türkischer Meister. Nachdem er nicht für die Olympischen Sommerspiele 1996 nominiert worden war, beendete er noch im selben Jahr seine Karriere.
Zwischen 1996 und 2000 besuchte er die Marmara-Universität und arbeitete danach in der Privatwirtschaft.